# Любовь и дружба (фильм)
«Любовь и дружба» (англ. Love & Friendship) — историческая комедия 2016 года режиссёра Уита Стиллмана по мотивам рассказа английской писательницы Джейн Остин «Леди Сьюзан». Название было заимствовано у другого её произведения — «Любовь и дружба». Премьера в США состоялась 23 января 2016 года на фестивале «Сандэнс», в России — 18 августа.

## Сюжет
В 1790-х годах недавно овдовевшая и относительно молодая леди Сьюзен Вернон ищет выгодную партию (жениха) для своей единственной дочери Фредерики и богатого мужа для себя, чтобы восстановить своё состояние. После того, как её выгнали из поместья Мэнваринг из-за интрижки с женатым лордом Мэнварингом, она и её компаньонка миссис Кросс направляются в Черчилль, загородный дом её шурина Чарльза Вернона и его жены Кэтрин Вернон (урожденная Декурси). Леди Сьюзен откровенно обсуждает свои планы во время визитов к своей верной подруге, американке миссис Джонсон.
Кэтрин и её младший брат Реджинальд Декурси знают о репутации леди Сьюзен как решительной и опытной кокетки. Под влиянием любезного, но скучного Чарльза Реджинальд соглашается сохранять непредвзятость и вскоре оказывается очарованным леди Сьюзен. Когда отец Реджинальда, сэр Реджинальд Декурси, узнает об этом, он предостерегает Реджинальда от женитьбы на леди Сьюзен, чтобы не запятнать имя семьи. Реджинальд говорит, что их отношения не являются романтическими, однако вскоре он и леди Сьюзен достигают романтического взаимопонимания.
Дочь леди Сьюзен, Фредерика, посещавшая школу-интернат, оплату учёбы в которой её мать не может себе позволить, убегает и её исключают. Фредерика прибывает в Черчилль в сопровождении сэра Джеймса Мартина, который одновременно очень богат и глуп. Фредерика признается Реджинальду, что не хочет выходить замуж за сэра Джеймса, потому что он глупый, но она боится решимости своей матери выдать её замуж. Он удивлён и набрасывается на леди Сьюзен, а затем решает уйти. Однако леди Сьюзен завоёвывает его расположение, а затем замышляет наказать его за нелояльность.
Когда леди Сьюзен и Реджинальд находятся в Лондоне, она пытается отсрочить их брак, говоря, что общество ещё не одобряет их (предположительно, потому, что она намного старше). Затем отношения леди Сьюзен с лордом Мэнварингом раскрываются, когда леди Мэнваринг обнаруживает, что влюбленные встречаются наедине, под прикрытием её подруги миссис Джонсон. Леди Манваринг обращается к своему опекуну, мистеру Джонсону, с просьбой противостоять им.
Реджинальд приходит с письмом от леди Сьюзен миссис Джонсон и подслушивает, как плачет леди Манваринг. Она появляется вместе с мистером Джонсоном, который говорит, что не может ей помочь, и в отчаянии выхватывает письмо, которое держит миссис Джонсон, узнавая почерк. Она настаивает, что её муж с леди Сьюзен, но Реджинальд утверждает, что он только что ушёл от неё, и она совершенно одна, потому что даже слуги были уволены. Леди Манваринг подозрительна и требует, чтобы лакей рассказал ей, что он видел в доме. Лакей говорит, что после того, как Реджинальд и слуги ушли, он видел, как лорд Манваринг прибыл и вошёл в дом.
Леди Манваринг читает письмо, в котором леди Сьюзен просит свою подругу миссис Джонсон пригласить Реджинальда в свой дом и держать его там весь вечер, если сможет, Манваринг приходит в этот самый час! Реджинальд уходит в гневе, а мистер Джонсон ругает свою жену за связь с леди Сьюзен.
Едва не пропустив уходящего лорда Манваринга, Реджинальд противостоит леди Сьюзен, которая говорит, что они всё-таки не могут пожениться, так как он сомневается в её словах и не может ей доверять.
Реджинальд возвращается в дом своей сестры. Леди Сьюзен выходит замуж за сэра Джеймса, а Реджинальд влюбляется в Фредерику, и вскоре они женятся. Позже сэр Джеймс делится с миссис Джонсон своей радостью от перспективы стать отцом, так как на следующий день после женитьбы ему сообщили, что его новая жена ждёт ребенка.
Далее сэр Джеймс с нежностью отзывается о своем новообретённом друге и давнем госте, лорде Манваринге, которого леди Сьюзен пригласила погостить и с которым он разделяет любовь к охоте.

## В ролях
| Актёр           | Роль                |
| --------------- | ------------------- |
| Кейт Бекинсэйл  | леди Сьюзан Вернон  |
| Морфидд Кларк   | Фредерика Вернон    |
| Хлоя Севиньи    | Алисия Джонсон      |
| Ксавьер Сэмюел  | Реджинальд де Курси |
| Стивен Фрай     | мистер Джонсон      |
| Эмма Гринвелл   | Кэтрин Вернон       |
| Джемма Редгрейв | леди де Курси       |
| Дженн Мюррей    | леди Люси Мэнверинг |
| Том Беннетт     | сэр Джеймс Мартин   |

## Награды и номинации
Номинации
- 2016 — Rotterdam International Film Festival — Big Screen Award (Уит Стиллман)
- 2016 — Seattle International Film Festival — Best Actress (Кейт Бекинсэйл)

## Отзывы
Фильм получил положительные отзывы кинокритиков. На сайте Rotten Tomatoes у фильма 98 % положительных рецензий из 167. На Metacritic — 87 баллов из 100 на основе 36 рецензий.